# Carare
Carare je rijeka u Kolumbiji, desna pritoka rijeke Magdalene. Pripada slijevu Karipskog mora.